# Софія (герцогиня Вермландська)
Принцеса Софія, герцогиня Вермландська (швед. Princessan Sofia hertiginna av Värmland, до одруження Софія Крістіна Хелльквіст швед. Sofia Kristina Hellqvist; народ. 6 грудня 1984, Тебю, Швеція) — шведська модель, дружина принца Карла Філіпа. Заручилася з Карлом Філіпом у червні 2014. Весілля відбулося 13 червня 2015 року.

## Біографія
Софія Хелльквіст народилася 6 грудня 1984 року в родині Еріка та Марі Хелльквіст. Має двох рідних сестер.
Після завершення навчання у гімназії, переїхала до Стокгольму, де підпрацьовувала моделлю та офіціанткою. 
 Софія має титул «Міс Slitz», який вона отримала за зйомки для відомого шведського журналу Slitz. На час зйомок їй було 20 років. Пізніше була запрошена в реаліті-шоу з елементами еротики Paradise Hotel. Після завершення зйомок в ньому переїхала жити у Нью-Йорк. Там вона навчалася йозі і згодом відкрила власний йога-центр. 
Після знайомства з майбутнім чоловіком, але до початку стосунків з ним, в 2010 році Софія стала засновником дитячого благодійного фонду «Гральний майданчик».
 З квітня 2010 року почала зустрічатися з принцом Карлом Філіпом, а у червні 2014 було оголошено про їх заручини.
Церемонія вінчання відбулася 13 червня 2015 року в 17:00 у церкві Королівського палацу .
15 жовтня 2015 року стало відомо, що пара очікує на появу первістка в квітні 2016 року.19 квітня 2016 року в лікарні Дандерид о 18:25 у Софії та Карла Філіпа народився син, Александр Ерік Хубертус Бертіль, герцог Седерманландський. 

23 березня 2017 року стало відомо, що пара очікує народження другої дитини.31 серпня 2017 року принцеса Софія народила другого сина — Габріеля Карла Вальтера, герцога Даларнського.

26 листопада 2020 року разом з чоловіком принцом Карлом Філіпом захворіла на коронавірус. 

11 грудня 2020 року Королівський суд оголосив, що пара чекає на третю дитину, яка має народитися наприкінці березня або на початку квітня 2021 року .

26 березня 2021, в лікарні Дандерид, принцеса Софія народила третього сина Юліана Герберта Фольке, який отримав при народженні титул герцога Галланда
. 

2 вересня 2024 року стало відомо що принцеса Софія вагітна четвертою дитиною, яка має народитися у лютому 2025 року. 

7 лютого 2025 року, в лікарні Дандерид у принцеси Софії та принца Карла Філіпа народилася донька Інес Марі Ліліан Сільвія, герцогиня Вестерботтенська .

## Благодійність
У 2010 році Софія стала однією із співзасновниць благодійної неприбуткової організації Project Playgroup, яка допомагає малозабезпеченим дітям в Південній Африці. Вона також є почесним головою Sophiahemmet з 2016.

## Нагороди
- Дама Ордену Серафимів
- Дама Королівського сімейного ордену Карла XVI Густава ІІ класу
- Дама Великого Хреста ордену Сокола (2018)
- Пам'ятна медаль присвячена  70-річчю короля Швеції Карла XVI Густава (2016)
- Дама Великого хреста ордену «За заслуги перед Італійською Республікою» (Італія, 2018)